# Lebenswerkstatt für Menschen mit Behinderung
Die „LebensWerkstatt für Menschen mit Behinderung e. V.“ ist ein Sozialunternehmen für Menschen mit geistiger oder körperliche Behinderung im Erwachsenenalter in der Region Heilbronn-Franken.
Sie wurde im Jahr 1967 von der Heilbronner Bürgerschaft gegründet und ist Mitglied im Diakonischen Werk Württemberg. Heute ist die LW mit mehr als 1900 Angestellten (inklusive Auszubildenden, Praktikanten, FSJ- und BFD-Kräften) an acht Standorten von Heilbronn bis Crailsheim tätig. Der Unternehmenszweck ist die Unterstützung von Menschen mit Beeinträchtigungen zur Teilhabe am gesellschaftlichen Leben. Dies geschieht durch die Bereitstellung von Unterstützungsleistungen. Circa 1300 Menschen mit Behinderung werden im Marktsegment Arbeit sowie etwa 430 Klienten im Segment Wohnen und Freizeit betreut.
Der Standort Heilbronn, anfangs in Räumlichkeiten der Städtischen Verkehrsbetriebe untergebracht, zog 1980 nach Heilbronn-Böckingen in einen Neubau, der 1989 erweitert wurde und im Jahr 2009 den „Großen Hugo“, ein Architektur-Preis des Landesverbands des Bundes Deutscher Architekten, erhielt. Er umfasst Stand Januar 2019 insgesamt 116 Angestellte, die 345 Mitarbeiter im Arbeitsbereich, 40 Teilnehmer im Berufsbildungsbereich sowie 62 Personen im Förder- und Betreuungsbereich betreuen.
Im Marktsegment Arbeit werden Arbeitsplätze in den Betrieben angeboten: Montage/Konfektionierung, Elektromontage, Holzverarbeitung, Metallverarbeitung und Service (Garten- und Landschaftspflege, Hauswirtschaft). Mit der Arbeit verbunden sind Bildungsangebote, die sich den allgemeinen Ausbildungsrahmenplänen anlehnen. Dies geschieht zum einen im unternehmenseigenen Berufsbildungsbereich (BBB) mit berufsvorbereitenden Angeboten, und zum anderen in der BildungsWerkstatt der LebensWerkstatt mit berufsbegleitenden Angeboten.
Im Marktsegment Wohnen und Freizeit werden Menschen ambulant und stationär in individuell gewünschten Wohnformen betreut. Offene Angebote für Freizeit und Kultur sollen die sozialen Grundbedürfnisse unterstützen und die Qualität des selbstbestimmten Wohnens und Lebens erweitern.
Die LW bietet Plätze für den Bundesfreiwilligendienst und das Freiwillige Soziale Jahr sowie für Praktika und Vorpraktika an. 2017 feierte die Beschützende Werkstätte ihr 50-jähriges Bestehen. Das Jubiläum war Anlass zur Namensänderung, seitdem heißt die Beschützende Werkstätte Heilbronn seit dem 30. Juni 2017 LebensWerkstatt.